# Вулиця Лепкого (Івано-Франківськ)
Вулиця Богдана Лепкого — вулиця в Івано-Франківську, що веде від вулиці Незалежности до залізничного вокзалу (двірця).
Існує з кінця XIX століття.

## Історія
Постанова про утворення вулиці була ухвалена магістратом міста у 1892 р., для прокладання дороги між вокзалом та вулицею Сапіжинською, яка на той час швидко розбудовувалась. Для цього, на 1893 рік, мерія заклала 5523 ринських в бюджет міста.
Вулиця, в основному, сформувалася до 1910 р. Забудова переважала одно- та двоповерховими будинками в архітектурному стилі сецесії. Пізніше було зведено не більше чотирьох будівель.
У лютому 1991 вулиця отримала теперішню назву.

## Будівлі
- Братське кладовище
- № 9. (1905) Один із корпусів школи № 11.
- № 27. Літературний музей Прикарпаття.
- № 28. (1904) (архітектор А. Каменобродський). Колишня школа деревообробного промислу. Тут навчався відомий в Європі український скульптор та графік Григорій Крук, яку закінчив у 1931 р.і багато інших

## Зображення
- Вулиця Лепкого на stanislaw.in.ua [Архівовано 5 квітня 2022 у Wayback Machine.]